# Ctenus falcatus
Espèce
Ctenus falcatus est une espèce d'araignées aranéomorphes de la famille des Ctenidae.

## Distribution
Cette espèce est endémique de Sainte-Lucie.

## Description
Le mâle holotype mesure 23 mm et la femelle paratype mesure 26 mm.

## Publication originale
- F. O. Pickard-Cambridge, 1902 : New species of spiders belonging to the genus Ctenus, with supplementary notes. Annals and Magazine of Natural History, sér. 7, vol. 9, p. 401-415 (texte intégral).